# Room 401
Room 401 é uma série de televisão da MTV, produzida por Ashton Kutcher e Jason Goldberg. O seu nome advém do quarto em que Harry Houdini morreu, no Grace Hospital, em Detroit, no ano de 1926.
É apresentada pelo ator Jared Padalecki da série Supernatural.